# قزلجة (أبهررود)
قزلجة (بالفارسية: قزلجه) هي قرية تقع في إيران في قسم أبهررود الریفي. يقدر عدد سكانها بـ 166 نسمة بحسب إحصاء 2016.